# Anna Bachmann
Anna Bachmann (* 10. Juni 1998 in Düsseldorf) ist eine deutsche Film- und Theater-Schauspielerin.

## Leben
Anna Bachmann, die vorher bereits im Theater aufgetreten war, spielte mit 18 Jahren ihre erste Hauptrolle in dem ARD-Drama Ich gehöre ihm. Im Jahre 2018 folgte der Kinofilm Verlorene des Regisseurs Felix Hassenfratz. Von 2019 bis 2021 studierte sie Schauspiel an der Filmuniversität Babelsberg Konrad Wolf.

## Filmografie (Auswahl)
- 2017: Ich gehöre ihm
- 2018: Verlorene
- 2018: Rentnercops – Jeder Tag zählt! (Fernsehserie)
- 2019: Der Lehrer – ... nimm dein Schwert mit! (Fernsehserie)
- 2019: Wolfsland: Das heilige Grab (Fernsehreihe)
- 2021: In aller Freundschaft – Konkurrenz (Fernsehserie)
- 2021: Wolfsland – Die traurigen Schwestern (Fernsehreihe)
- 2021: Tatort: Und immer gewinnt die Nacht (Fernsehreihe)
- 2022: Tatort: Hubertys Rache (Fernsehreihe)
- 2022: Jenseits der Spree – Tommy (Fernsehserie)
- 2022: Der verlorene Zug (Lost Transport)
- 2023: SOKO Hamburg – Von Töchtern und Söhnen (Fernsehserie)
- 2023: Mordsschwestern – Verbrechen ist Familiensache – Schweinepriester (Fernsehserie)
- 2023: SOKO Potsdam – Prost (Fernsehserie)
- 2023: WaPo Berlin – Kleine Freiheit (Fernsehserie)
- 2023: Harter Brocken – Der Goldrausch (Fernsehreihe)
- 2024: In aller Freundschaft – Die jungen Ärzte – Reifung (Fernsehserie)
- 2024: Für immer Sommer – Ein neues Leben (Fernsehreihe)
- 2025: Morden im Norden – Nasses Grab (Fernsehserie)